# Дейвен
Дейвен (нід. Duiven, нід. вимова: [ˈdœyvə(n)] ( прослухати)) — муніципалітет і місто на сході Нідерландів, у провінції Гелдерланд.

## Топографія
Нідерландська топографічна карта муніципалітету Дейвен, червень 2015 року

## Населені пункти муніципалітету
Міста
- Дейвен

Села
- Груссен
- Ло

Селища
- Гелгук
- Де-Енг
- Нюграф

## Галерея

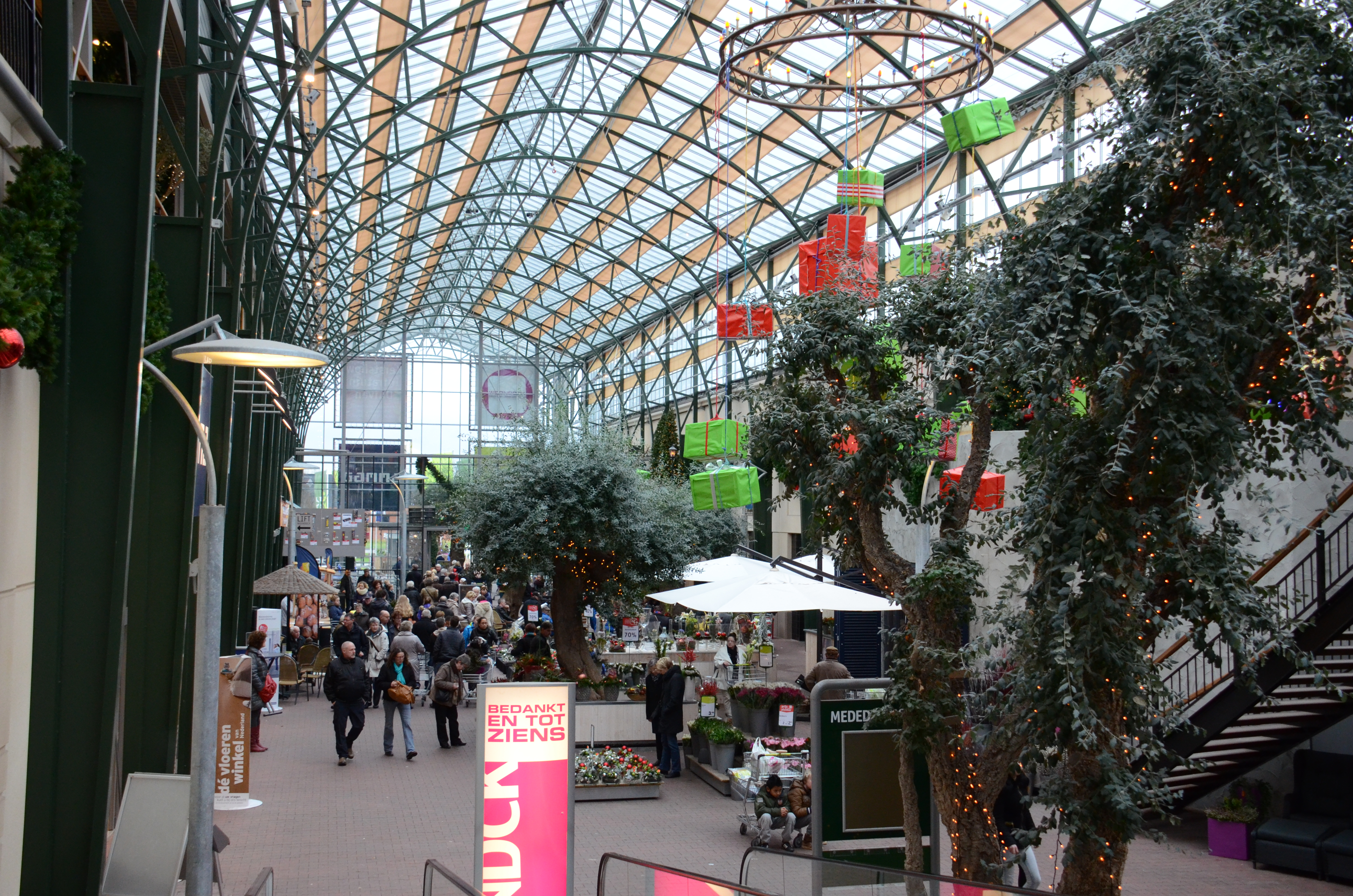
Інтер'єр торгівельного центра
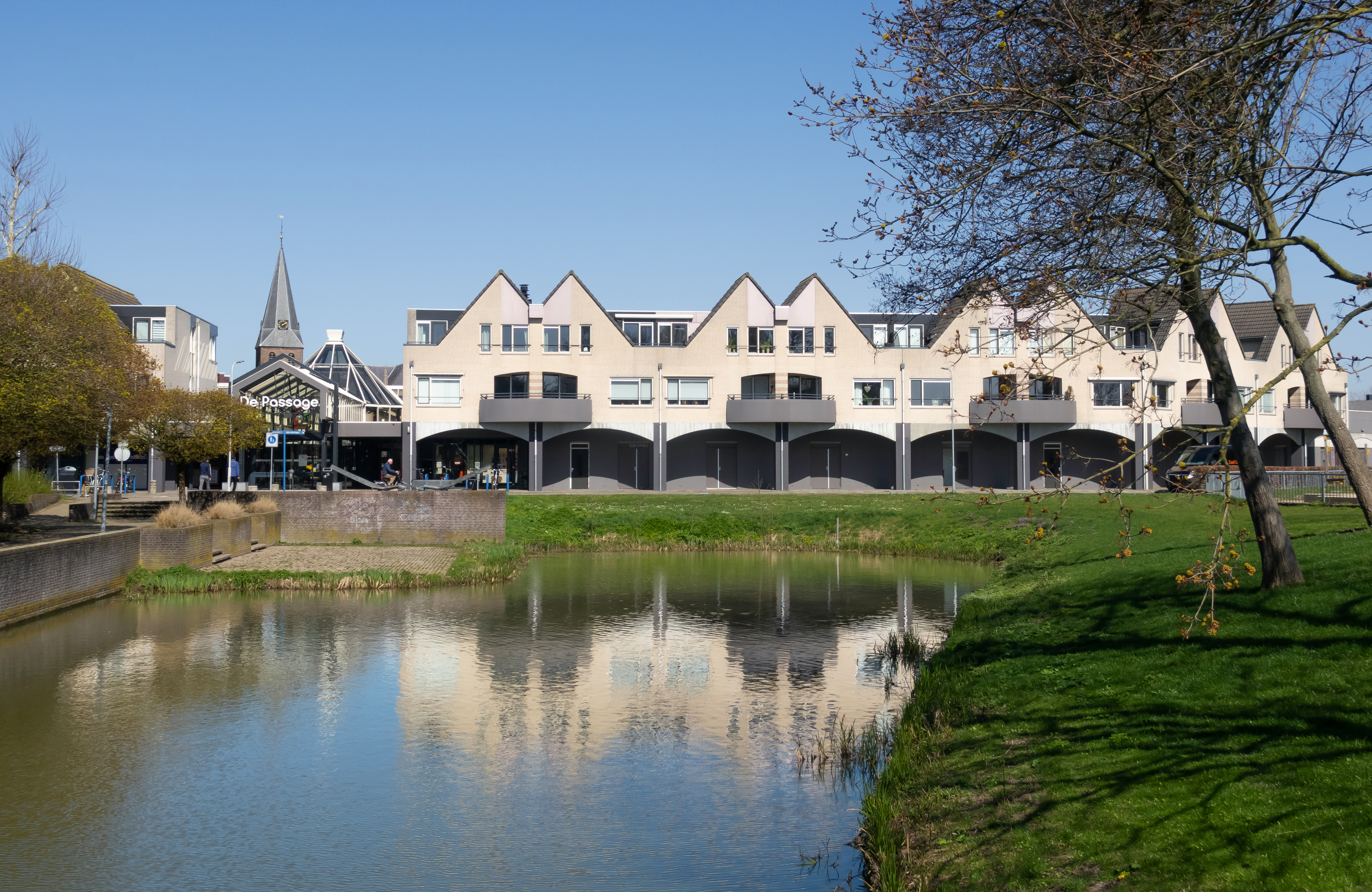
Торгівельний центр
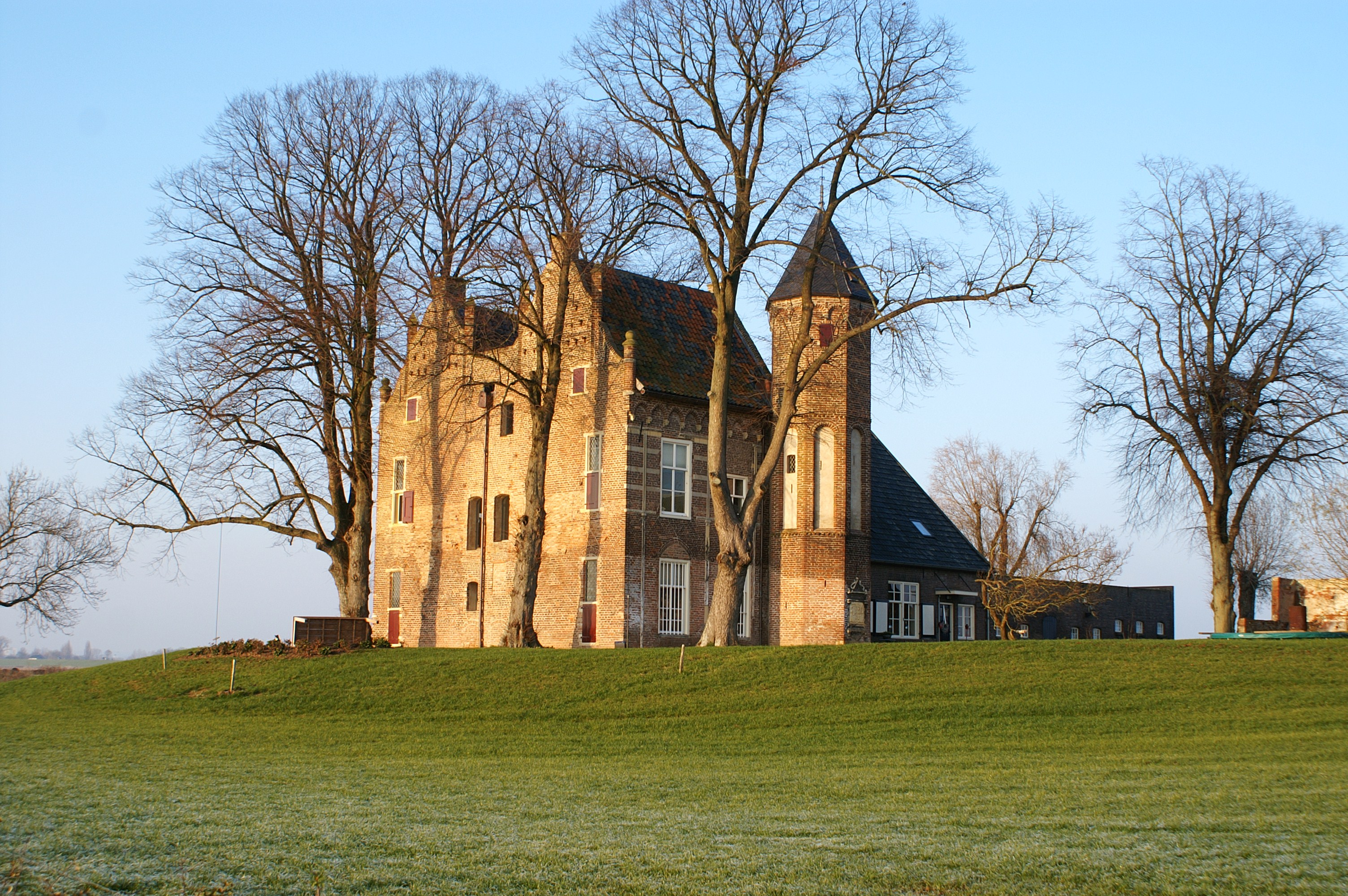
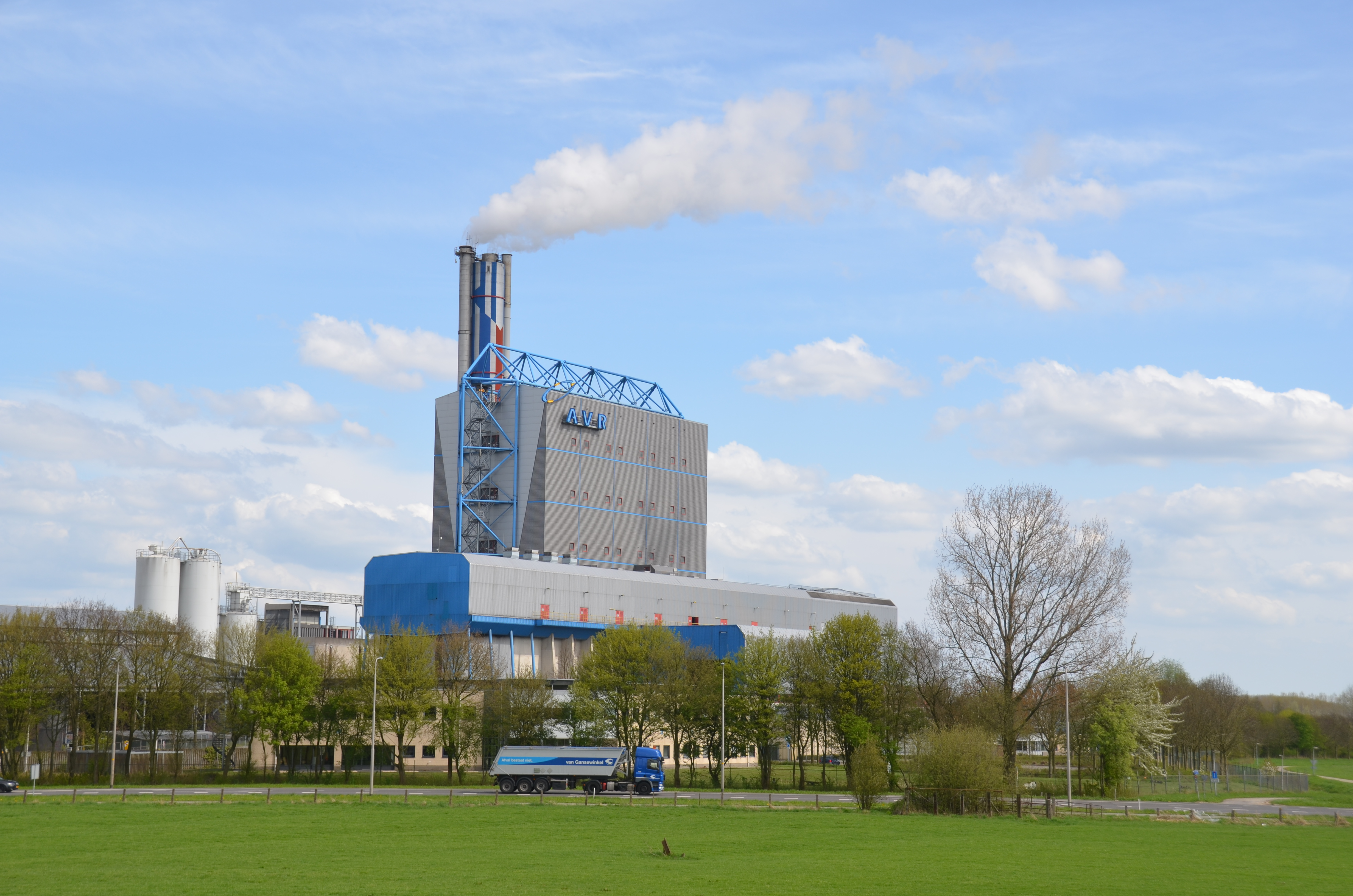
Сміттєпереробний завод